# Стурегга
Под названием Стурегга (древненорв. Storegga, дословно — «большая кромка») известна серия из трёх древних оползней. Стурегга относится к крупнейшим катастрофам в истории человечества.
Хронологически совпадает с глобальным похолоданием 6200 г. до н. э., что позволяет предположить взаимосвязь между этими событиями. Событие имело место в период между 6200 и 6000 г. до н. э. — хотя точная дата до сих пор дискуссионна, можно с уверенностью судить, что событие имело место после затопления Гудзонова залива.

## Характеристика

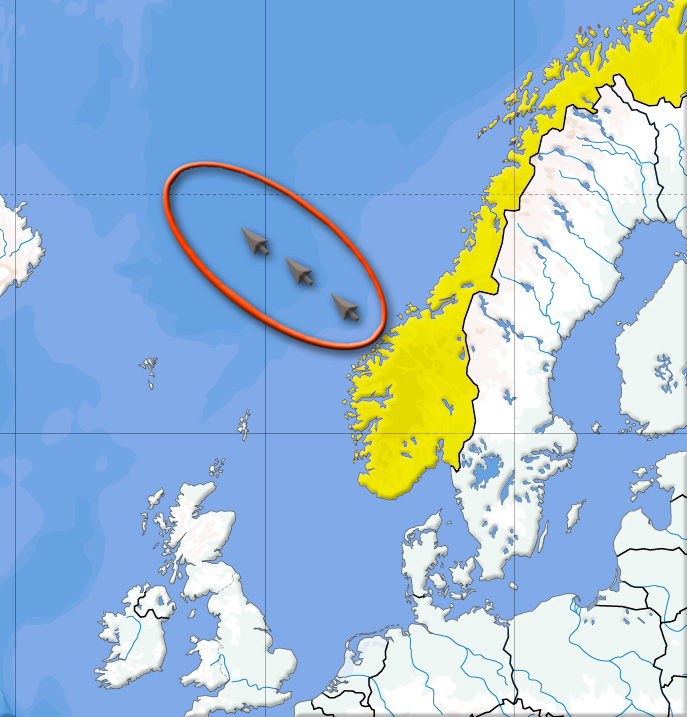
Оползни на карте

Оползни произошли под водой на границе континентального шельфа в 100 км к северо-западу от Мёре-ог-Ромсдал современной Норвегии. Оползень вызвал крупное цунами в северной части Атлантического океана и захватил по длине около 290 км побережья, объём составил около 3500 км³ (такое количество породы могло бы покрыть Исландию слоем в 34 м).

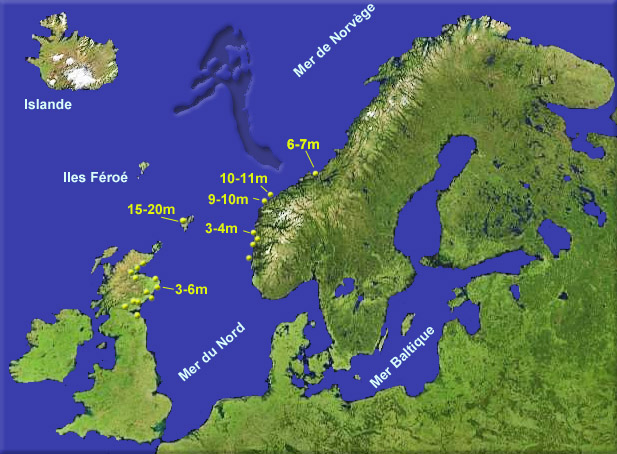
Высота цунами в метрах (жёлтые цифры)

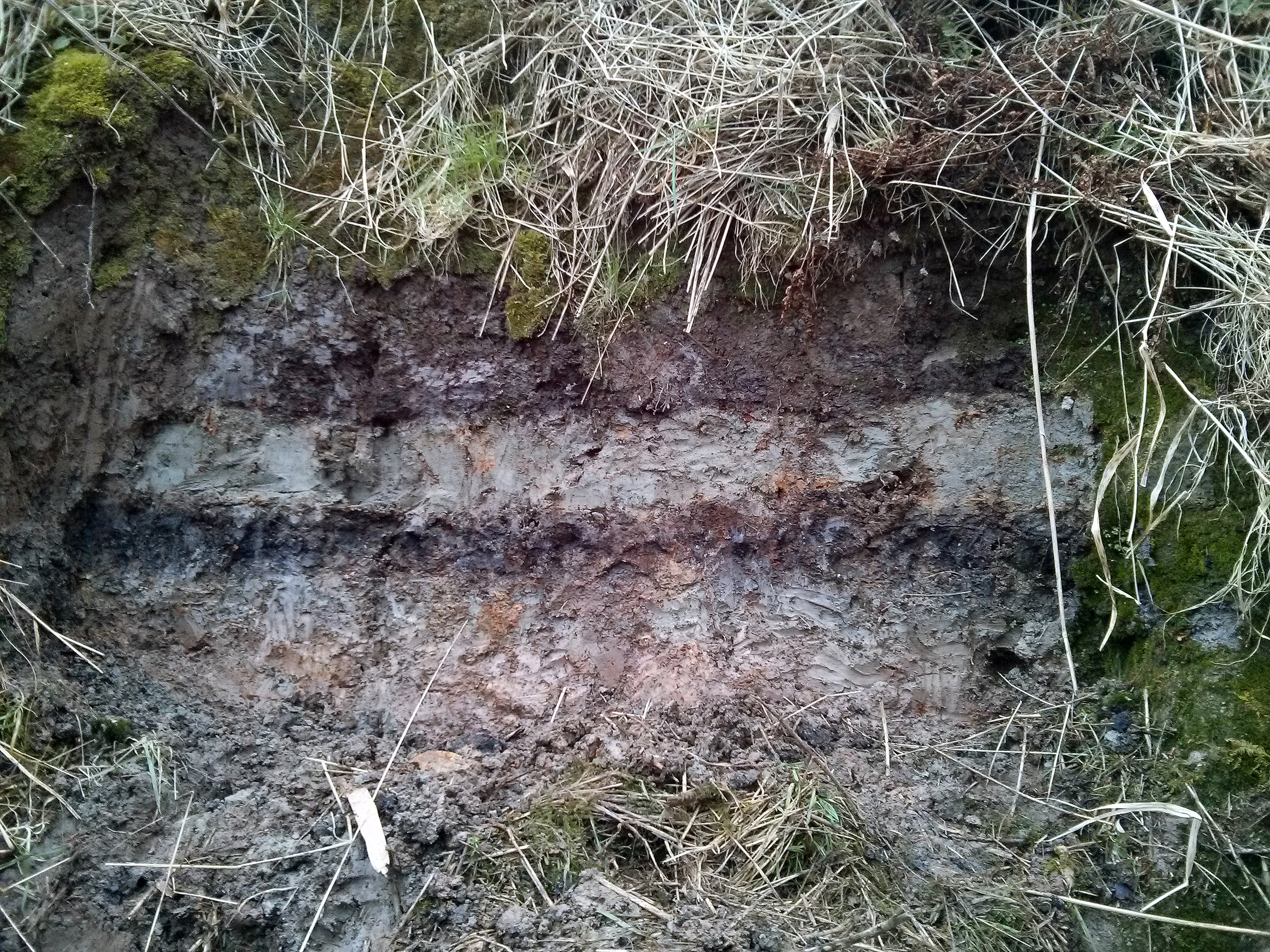
Отложения стуррегского цунами (верхняя серая полоса) в торфе, Монтрозский бассейн, Шотландия

По данным радиоуглеродного анализа растительного материала, обнаруженного под осадками бывшего цунами, последний из оползней произошёл около 6100 г. до н. э. В Шотландии обнаружены следы последовавшего за оползнем цунами — осадки были обнаружены в Монтрозском бассейне и Ферт-оф-Форт на территории до 80 км вглубь побережья и на высоте до 4 метров над максимальным уровнем современных приливов.
В рамках мероприятий по подготовке добычи газа на месторождении Ормен Ланге были проведены всесторонние исследования древней катастрофы. Один из выводов исследования состоял в том, что оползень был вызван материалами, накопившимися в течение предшествовавшего ледникового периода, и повторение подобной катастрофы будет потенциально возможно лишь после нового ледникового периода.

## Возможный механизм
Предполагается, что оползню способствовали землетрясения, а также освобождение большого количества газов, в частности, метана, в результате декомпозиции газовых гидратов. Как ещё одну из причин рассматривают то, что осадочные породы утратили стабильность под воздействием землетрясений или океанских течений.

## Влияние на население
Во время последнего из оползней всё ещё существовал крупный участок суши, известный среди археологов под названием Доггерленд, соединявший территории современных Великобритании, Дании и Нидерландов и ныне покрытый водами Северного моря. Предполагается, что его территория включала болотистые и песчаные прибрежные земли с заливами и лиманами, и была идеально пригодна для охоты и рыболовства, чем и привлекала людей эпохи мезолита.
Хотя, согласно распространённой точке зрения, Доггерленд медленно покрывался водой по мере постепенного подъёма уровня моря, была выдвинута альтернативная теория, согласно которой значительная часть Доггерленда была затоплена в результате цунами, вызванного оползнем, известным как Стурегга, в результате чего Британия стала островом. Это событие, по-видимому, уничтожило практически всё прибрежное население эпохи мезолита и отделило культуры в Британии от европейских континентальных.